# Kvalifikace na Mistrovství světa ve fotbale 2018 (CAF)
Kvalifikace na Mistrovství světa ve fotbale 2018 zóny CAF určila 5 účastníků závěrečného turnaje. Zúčastnilo se jí 54 týmů z asociací sdružených v organizaci CAF.
Formát kvalifikace byl odsouhlasen Výkonným výborem CAF dne 14. ledna 2015. Skládal se z 3 kvalifikačních fází a finální skupinové fáze, které se zúčastnilo 20 nejlepších týmů. Dle informací FIFA byl v červenci 2015 počet kvalifikačních fází snížen na dvě.

## Formát
Struktura kvalifikace byla následující:
- První fáze: Zúčastnilo se jí celkem 26 týmů (na pozicích 28–53 dle žebříčku FIFA) a ty hrály proti sobě systémem doma-venku. 13 vítězných týmů postoupilo do další fáze.
- Druhá fáze: Druhé fáze se zúčastnilo celkem 40 týmů (týmy na pozicích 1–27 dle žebříčku a 13 vítězů z první fáze), které hrály opět systémem doma-venku. 20 vítězných týmů postoupilo do další fáze.
- Třetí fáze: V poslední fázi bylo 20 týmů rozděleno do pěti skupin po 4 týmech. Účastníci skupin hráli proti sobě systémem každý s každým a vítězové skupin se kvalifikovali na závěrečný turnaj Mistrovství světa.

### Účastníci
Do kvalifikace se přihlásilo všech 54 asociací, které jsou sdruženy v CAF. Zimbabwe bylo vyloučeno kvůli nesplaceným závazkům vůči svému bývalému trenéru José Claudineimu.
Pro nasazení týmů do prvních dvou fází byl použit Žebříček FIFA platný k červenci 2015.
| Nasazeni do druhé fáze (pozice 1 až 27) | Účastníci první fáze (pozice 28 až 54) |
| --- | --- |
| 1. Alžírsko (19) 2. Pobřeží slonoviny (21) 3. Ghana (25) 4. Tunisko (32) 5. Senegal (39) 6. Kamerun (42) 7. Konžská republika (47) 8. Kapverdy (52) 9. Egypt (55) 10. Nigérie (57) 11. Guinea (58) 12. DR Kongo (60) 13. Mali (61) 14. Rovníková Guinea (63) 15. Gabon (65) 16. Jihoafrická republika (70) 17. Zambie (71) 18. Burkina Faso (72) 19. Uganda (73) 20. Rwanda (78) 21. Togo (83) 22. Maroko (84) 23. Súdán (90) 24. Angola (92) 25. Mosambik (95) 26. Benin (96) 27. Libye (96) | 1. Niger (96) 2. Etiopie (101) 3. Malawi (108) 4. Sierra Leone (111) 5. Zimbabwe (112) 6. Namibie (114) 7. Keňa (116) 8. Botswana (120) 9. Madagaskar (122) 10. Mauritánie (128) 11. Burundi (131) 12. Lesotho (131) 13. Guinea-Bissau (133) 14. Svazijsko (138) 15. Tanzanie (139) 16. Gambie (143) 17. Libérie (161) 18. Středoafrická republika (170) 19. Čad (173) 20. Mauricius (180) 21. Seychely (186) 22. Komory (187) 23. Svatý Tomáš a Princův ostrov (189) 24. Jižní Súdán (195) 25. Eritrea (204) 26. Somálsko (205) 27. Džibutsko (207) |

PoznámkaNiger startoval v první fázi, protože měl menší počet bodů v žebříčku (345,31) než Benin (345,46) a Libye (345,35). V oficiálním žebříčku FIFA se používají zaokrouhlená čísla.

### Kvalifikované týmy
| Tým     | Skupina         | Kdy se kvalifikoval | Předchozí účasti na Mistrovství světa ve fotbale1 |
| ------- | --------------- | ------------------- | ------------------------------------------------- |
| Tunisko | Vítěz skupiny A | 11 listopad 2017    | 4 (1978, 1998, 2002, 2006)                        |
| Nigérie | Vítěz skupiny B | 7. října 2017       | 5 (1994, 1998, 2002, 2010, 2014)                  |
| Maroko  | Vítěz skupiny C | 11 listopad 2017    | 4 (1970, 1986, 1994, 1998)                        |
| Senegal | Vítěz skupiny D | 10. listopadu 2017  | 1 (2002)                                          |
| Egypt   | Vítěz skupiny E | 8. října 2017       | 2 (1934, 1990)                                    |

1 Tučně je vyznačen vítěz MS, kurzívou je vyznačen pořadatel MS.

## První fáze
| Komory - Lesotho                | 0:0 | 1:1 |
| Seychelly - Burundi             | 0:1 | 0:2 |
| Tanzanie - Malawi               | 2:0 | 0:1 |
| Mauritius - Keňa                | 2:5 | 0:0 |
| Jižní Súdán - Mauritánie        | 1:1 | 0:4 |
| Sv. Tomáš a P. o. - Etiopie     | 1:0 | 0:3 |
| Libérie - Guinea Bissau         | 1:1 | 3:1 |
| Somálsko - Niger                | 0:2 | 0:4 |
| Džibutsko - Svazijsko           | 0:6 | 1:2 |
| Gambie - Namibie                | 1:1 | 1:2 |
| Středoafrická rep. - Madagaskar | 0:3 | 2:2 |
| Eritrea - Botswana              | 0:2 | 1:3 |
| Čad - Sierra Leone              | 1:0 | 1:2 |

## Druhá fáze
| Mosambik - Gabon               | 1:0 | 0:2 |
| Súdán - Zambie                 | 0:1 | 0:2 |
| Burundi - DR Kongo             | 2:3 | 2:2 |
| Namibie - Guinea               | 0:1 | 0:2 |
| Benin - Burkina Faso           | 2:1 | 0:2 |
| Togo - Uganda                  | 0:1 | 0:3 |
| Maroko - Rovníková Guinea      | 2:0 | 0:1 |
| Madagaskar - Senegal           | 2:2 | 0:3 |
| Komory - Ghana                 | 0:0 | 0:2 |
| Keňa - Kapverdy                | 1:0 | 0:2 |
| Libye - Rwanda                 | 1:0 | 3:1 |
| Angola - Jihoafrická republika | 1:3 | 0:1 |
| Niger - Kamerun                | 0:3 | 0:0 |
| Libérie - Pobřeží slonoviny    | 0:1 | 0:3 |
| Svazijsko - Nigérie            | 0:0 | 0:2 |
| Mauritánie - Tunisko           | 1:2 | 1:2 |
| Etiopie - Kongo                | 3:4 | 1:2 |
| Tanzanie - Alžírsko            | 2:2 | 0:7 |
| Čad - Egypt                    | 1:0 | 0:4 |
| Botswana - Mali                | 2:1 | 0:2 |